# Nieuw Jacobkondre
Nieuw Jacobkondre es una localidad ubicada en el distrito de Sipaliwini en el ressort de Boven Saramacca, ubicado en las orillas del río Saramacca.

## Resumen
El pueblo de Jacobkondre fue fundado en la década de 1860 por Jacob Tooti. El pueblo original quedó desierto alrededor de 1910 y cerca se construyó un nuevo asentamiento.
El pueblo tiene una escuela, una clínica y una iglesia. En 2014, se abrió una comisaría en Nieuw Jacobkondre, debido al aumento de la delincuencia en las minas de oro cercanas y al garimpero (ilegal). minero de oro) pueblo de Villa Brasil.

## Transporte
Se puede llegar a Nieuw Jacobkondre a través de una carretera sin asfaltar que conecta con el Southern East-West Link y desde allí con el resto del país. La pista de aterrizaje de Njoeng Jacob Kondre también sirve a Nieuw Jacobkondre.